# Haploperla chukcho
Haploperla chukcho är en bäcksländeart som först beskrevs av Surdick och Bill P.Stark 1980.  Haploperla chukcho ingår i släktet Haploperla och familjen blekbäcksländor. Inga underarter finns listade i Catalogue of Life.